# GBU–10 Paveway II
A GBU–10 Paveway II lézerirányítású légibomba, melyet az Amerikai Egyesült Államokban terveztek és gyártanak. A lézeres irányítórendszert a meglévő, nem irányított Mk 84 és BLU–109 bombák elejére szerelik. A bomba hátsó részén a kioldás után kinyíló vezérsíkok vannak.